# Andrena irrasus
Andrena irrasus är en biart som beskrevs av Laberge 1967. Andrena irrasus ingår i släktet sandbin, och familjen grävbin. Inga underarter finns listade i Catalogue of Life.